# France, images d'une révolution
Pour plus de détails, voir Fiche technique et Distribution.
France, images d'une révolution est un moyen métrage de docufiction réalisé par Alec Costandinos en 1989 et produit par Sahara Productions.
Il a été tourné en France métropolitaine, en Guyane française, en Belgique, et aux États-Unis, et filmé selon le procédé Showscan, en 70mm à 60 images par seconde.

## Synopsis
A l'occasion des 200 ans de la Révolution française, France, images d'une révolution est un hommage à la nation française, au moyen de reconstitutions historiques de la Révolution et du Premier Empire, ainsi que de reportages sur les réussites de la France moderne, la présence de la France dans le monde, son histoire et son terroir.

## Fiche technique
- Réalisateur : Alec Costandinos
- Assistant réalisateur : Denis Leduc
- Directeur de la photographie : Bernard Joliot
- Assistants opérateurs : Philippe Piffeteau et Guillaume Schiffmann
- Chef-maquilleur : Marie-France Vassel
- Directeur de production : Christian Hubert
- Régisseurs généraux : Bernard Trehout et Françoise Simonnet
- Genre : docu-fiction
- Pays d'origine : France
- Couleur 70 mm Showscan
- Durée : 40 minutes
- Date de sortie : 1989

## Distribution
- Claude Rich
- Claude Brosset
- Pierre Massimi
- Jean-Claude Sachot
- Jean-Philippe Chatrier
- Charles Gérard